# Alto Larán
Alto Larán is een district van de Peruaanse provincie Chincha (regio Ica).
Alto Larán werd als district gevormd op 29 januari 1965, tijdens de eerste regeerperiode van de architect Fernando Belaúnde Terry.
Er wonen 7600 (2017) inwoners over een oppervlakte van 298,83 km², met een jaarlijkse groei van 1,1%.  Het is over het algemeen een plattelandsdistrict. Het hoogste punt van het district ligt op 137 m boven de zeespiegel.

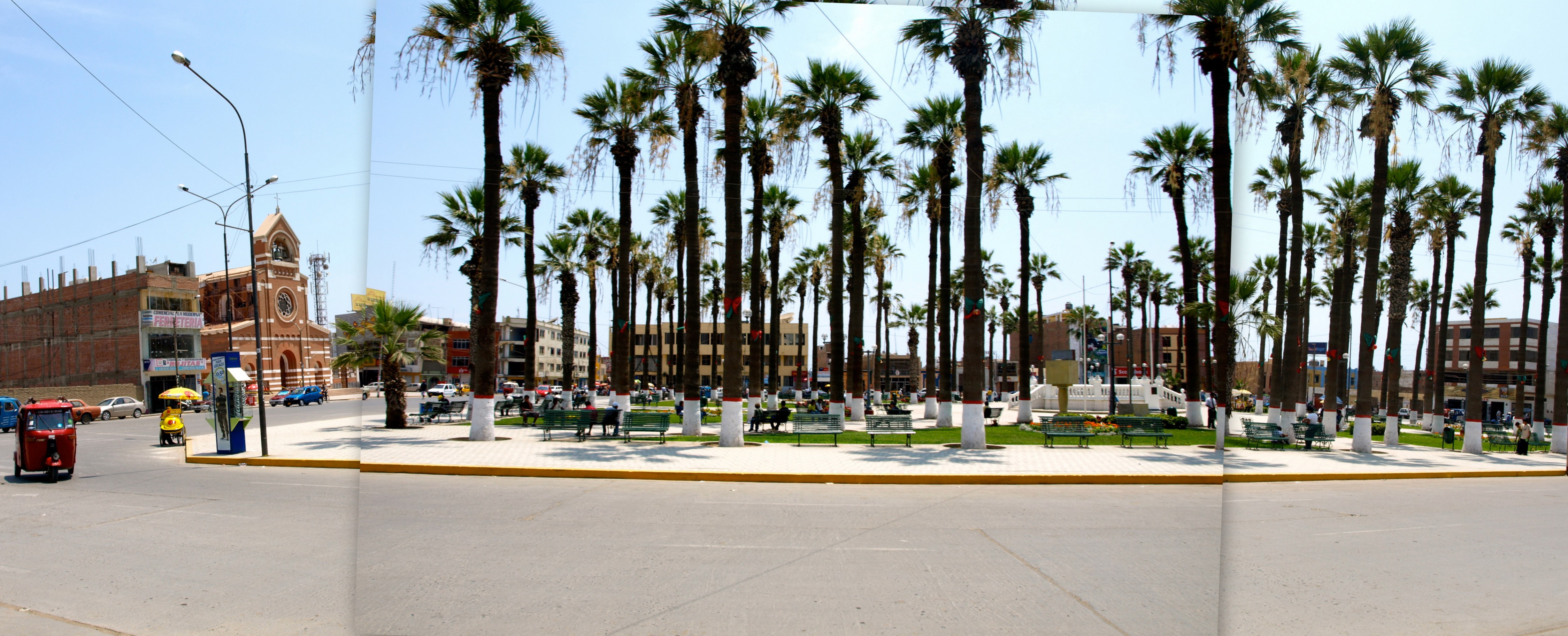
Strand van Armas de Chincha